# Radek Štěpánek
Radek Štěpánek (Karviná, Txecoslovàquia, 27 de novembre de 1978) és un exjugador professional i entrenador de tennis txec.
En el seu palmarès hi ha cinc títols individuals ATP i divuit més en dobles masculins, entre els quals destaquen dos títols de Grand Slam entre les cinc finals disputades. Va formar part de l'equip txec de Copa Davis en moltes ocasions i va participar activament en la consecució del títol en les edicions de 2012 i 2013.
Es converteix en jugador professional el 1996. El 2004 arriba a la seva primera final en el Masters de París-Bercy. El 2006 arriba a quarts de final en Wimbledon, el que representa la seua millor actuació en Grand Slam fins a la data. El 26 de febrer de 2006, guanya el primer títol de l'ATP de la seua carrera després de derrotar el belga Christophe Rochus en la final del torneig de Rotterdam. Acabaria en l'11a plaça en la classificació mundial en 2006. El juliol de 2007, derrota al nord-americà James Blake en la final del Torneig de Los Angeles, guanyant d'aquesta manera el seu segon títol individual.
Al novembre 2008, sent 26è del món, és convidat al Masters de Xangai com substitut d'Andy Roddick retirat després del seu primer partit, la resta de jugadors amb un rànquing més alt i que no s'havien classificat havien desestimat la plaça de reserva. Fou derrotat (7-6, 6-4) en el seu primer partit per Roger Federer.
En finalitzar la temporada 2017 va anunciar la seva retirada del tennis professional, i pocs dies després va indicar que formaria part de l'equip tècnic de Novak Đoković.

## Biografia
Fill de Hana i Vlastimil Štěpánek. Va començar a jugar a tennis amb tres anys entrenat pel seu pare, que era entrenador de tennis. El seu cosí Jaromír Blažek fou porter de futbol txec internacional.
Va mantenir relacions sentimentals amb diverses tennistes com per exemple la suïssa Martina Hingis en 2006, però es va casar amb la txeca Nicole Vaidišová l'any 2010. El matrimoni es va separar l'any 2013 i va mantenir una relació amb la txeca Petra Kvitová durant uns mesos. El 2018 es va casar novament amb Vaidišová i van tenir una filla anomenada Stella.

## Torneigs de Grand Slam

### Dobles masculins: 5 (2−3)
| Resultat  | Núm. | Any  | Torneig          | Parella       | Oponents                    | Marcador      |
| --------- | ---- | ---- | ---------------- | ------------- | --------------------------- | ------------- |
| Finalista | 1.   | 2002 | US Open          | Jiri Novak    | Maks Mirni Mahesh Bhupathi  | 6−3, 3−6, 6−4 |
| Guanyador | 1.   | 2012 | Open d'Austràlia | Leander Paes  | Bob Bryan Mike Bryan        | 7−6(1), 6−2   |
| Finalista | 2.   | 2012 | US Open (2)      | Leander Paes  | Bob Bryan Mike Bryan        | 6−3, 6−4      |
| Guanyador | 2.   | 2013 | US Open          | Leander Paes  | Alexander Peya Bruno Soares | 6−1, 6−3      |
| Finalista | 3.   | 2016 | Open d'Austràlia | Daniel Nestor | Jamie Murray Bruno Soares   | 6−2, 4−6, 5−7 |

## Jocs Olímpics

### Dobles mixts
| Any  | Campionat                             | Parella        | Oponents                  | Resultat |
| ---- | ------------------------------------- | -------------- | ------------------------- | -------- |
| 2016 | Jocs Olímpics, Rio de Janeiro, Brasil | Lucie Hradecká | Sania Mirza Rohan Bopanna | 6−1, 7−5 |

## Palmarès

### Individual: 12 (5−7)
| Llegenda (pre/post 2009)                                 |
| -------------------------------------------------------- |
| Grand Slams (0−0)                                        |
| Tennis Masters Cup / ATP Finals (0−0)                    |
| ATP Masters Series / ATP World Tour Masters 1000 (0−2)   |
| ATP International Series Gold / ATP World Tour 500 (2−1) |
| ATP International Series / ATP World Tour 250 (3−4)      |

| Títols per superfície |
| --------------------- |
| Dura (5−4)            |
| Gespa (0−0)           |
| Terra batuda (0−1)    |
| Moqueta (0−2)         |

| Resultat  | Núm. | Data                  | Torneig                     | Superfície   | Oponent           | Marcador            |
| --------- | ---- | --------------------- | --------------------------- | ------------ | ----------------- | ------------------- |
| Finalista | 1.   | 8 de novembre de 2004 | París, França               | Moqueta (i)  | Marat Safin       | 3−6, 6−7(3), 3−6    |
| Finalista | 2.   | 6 de febrer de 2005   | Milà, Itàlia                | Moqueta (i)  | Robin Söderling   | 3−6, 7−6(2), 6−7(5) |
| Finalista | 3.   | 2 d'octubre de 2005   | Ho Chi Minh, Vietnam        | Dura (i)     | Jonas Björkman    | 3−6, 6−7(4)         |
| Guanyador | 1.   | 26 de febrer de 2006  | Rotterdam, Països Baixos    | Dura (i)     | Christophe Rochus | 6−0, 6−3            |
| Finalista | 4.   | 22 de maig de 2006    | Hamburg, Alemanya           | Terra batuda | Tommy Robredo     | 1−6, 3−6, 3−6       |
| Guanyador | 2.   | 23 de juliol de 2007  | Los Angeles, Estats Units   | Dura         | James Blake       | 7−6(7), 5−7, 6−2    |
| Finalista | 5.   | 24 de febrer de 2008  | San Jose, Estats Units      | Dura (i)     | Andy Roddick      | 4−6, 5−7            |
| Guanyador | 3.   | 11 de gener de 2009   | Brisbane, Austràlia         | Dura         | Fernando Verdasco | 3−6, 6−3, 6−4       |
| Guanyador | 4.   | 15 de febrer de 2009  | San Jose                    | Dura (i)     | Mardy Fish        | 3−6, 6−4, 6−2       |
| Finalista | 6.   | 22 de febrer de 2009  | Memphis, Estats Units       | Dura (i)     | Andy Roddick      | 5−7, 5−7            |
| Finalista | 7.   | 10 de gener de 2010   | Brisbane                    | Dura         | Andy Roddick      | 6−7(2), 6−7(7)      |
| Guanyador | 5.   | 7 d'agost de 2011     | Washington DC, Estats Units | Dura         | Gaël Monfils      | 6−4, 6−4            |

### Dobles masculins: 33 (18−15)
| Llegenda (pre/post 2009)                                 |
| -------------------------------------------------------- |
| Grand Slams (2−3)                                        |
| Tennis Masters Cup / ATP Finals (0−0)                    |
| ATP Masters Series / ATP World Tour Masters 1000 (2−0)   |
| ATP International Series Gold / ATP World Tour 500 (4−5) |
| ATP International Series / ATP World Tour 250 (10−7)     |

| Títols per superfície |
| --------------------- |
| Dura (12−14)          |
| Gespa (0−0)           |
| Terra batuda (5−0)    |
| Moqueta (1−1)         |

| Resultat  | Núm. | Data                   | Torneig                     | Superfície   | Parella                | Oponents                        | Marcador            |
| --------- | ---- | ---------------------- | --------------------------- | ------------ | ---------------------- | ------------------------------- | ------------------- |
| Guanyador | 1.   | 2 de maig de 1999      | Praga, Txèquia              | Terra batuda | Martin Damm            | Mark Keil Nicolás Lapentti      | 6−0, 6−2            |
| Guanyador | 2.   | 15 d'abril de 2001     | Estoril, Portugal           | Terra batuda | Michal Tabara          | Donald Johnson Nenad Zimonjić   | 6−4, 6−1            |
| Guanyador | 3.   | 6 de maig de 2001      | Múnic, Alemanya             | Terra batuda | Petr Luxa              | Jaime Oncins Daniel Orsanic     | 5−7, 6−2, 7−6(5)    |
| Finalista | 1.   | 26 d'agost de 2001     | Long Island, Estats Units   | Dura         | Leoš Friedl            | Jonathan Stark Kevin Ullyett    | 1−6, 4−6            |
| Finalista | 2.   | 30 de setembre de 2001 | Hong Kong, Hong Kong        | Dura         | Petr Luxa              | Karsten Braasch André Sá        | 0−6, 5−7            |
| Guanyador | 4.   | 14 d'octubre de 2001   | Viena, Àustria              | Dura (i)     | Martin Damm            | Jiří Novák David Rikl           | 6−3, 6−2            |
| Finalista | 3.   | 17 de febrer de 2002   | Copenhaguen, Dinamarca      | Dura (i)     | Jiří Novák             | Julian Knowle Michael Kohlmann  | 6−7(8), 5−7         |
| Guanyador | 5.   | 5 de maig de 2002      | Múnic (2)                   | Terra batuda | Petr Luxa              | Petr Pála Pavel Vízner          | 6−0, 6−7(4), [11−9] |
| Finalista | 4.   | 8 de setembre de 2002  | US Open, Estats Units       | Dura         | Jiří Novák             | Mahesh Bhupathi Max Mirnyi      | 3−6, 6−4, 4−6       |
| Finalista | 5.   | 13 d'octubre de 2002   | Viena                       | Dura (i)     | Jiří Novák             | Joshua Eagle Sandon Stolle      | 4−6, 3−6            |
| Guanyador | 6.   | 2 de febrer de 2003    | Milà, Itàlia                | Moqueta (i)  | Petr Luxa              | Tomáš Cibulec Pavel Vízner      | 6−4, 7−6(4)         |
| Finalista | 6.   | 18 de gener de 2004    | Auckland, Nova Zelanda      | Dura         | Jiří Novák             | Mahesh Bhupathi Fabrice Santoro | 6−4, 5−7, 3−6       |
| Guanyador | 7.   | 22 de febrer de 2004   | Rotterdam, Països Baixos    | Dura (i)     | Paul Hanley            | Jonathan Erlich Andy Ram        | 5−7, 7−6(5), 7−5    |
| Guanyador | 8.   | 18 de juliol de 2004   | Stuttgart, Alemanya         | Terra batuda | Jiří Novák             | Simon Aspelin Todd Perry        | 6−2, 6−4            |
| Guanyador | 9.   | 20 de setembre de 2004 | Delray Beach, Estats Units  | Dura         | Leander Paes           | Gastón Etlis Martín Rodríguez   | 6−0, 6−3            |
| Finalista | 7.   | 11 d'octubre de 2004   | Lió, França                 | Moqueta (i)  | Jonas Björkman         | Jonathan Erlich Andy Ram        | 6−7(2), 2−6         |
| Guanyador | 10.  | 14 de febrer de 2005   | Marsella, França            | Dura (i)     | Martin Damm            | Mark Knowles Daniel Nestor      | 7−6(4), 7−6(5)      |
| Guanyador | 11.  | 3 de març de 2005      | Dubai, Emirats Àrabs Units  | Dura         | Martin Damm            | Jonas Björkman Fabrice Santoro  | 6−2, 6−4            |
| Guanyador | 12.  | 20 de febrer de 2006   | Marsella (2)                | Dura (i)     | Martin Damm            | Mark Knowles Daniel Nestor      | 6−2, 6−7(4), [10−3] |
| Finalista | 8.   | 7 de gener de 2007     | Adelaida, Austràlia         | Dura         | Novak Đoković          | Wesley Moodie Todd Perry        | 4−6, 6−3, [13−15]   |
| Finalista | 9.   | 4 de març de 2007      | Dubai                       | Dura         | Mahesh Bhupathi        | Fabrice Santoro Nenad Zimonjić  | 5−7, 7−6(3), [7−10] |
| Guanyador | 13.  | 15 de febrer de 2009   | San Jose, Estats Units      | Dura (i)     | Tommy Haas             | Rohan Bopanna Jarkko Nieminen   | 6−2, 6−3            |
| Finalista | 10.  | 8 d'agost de 2010      | Washington DC, Estats Units | Dura         | Tomáš Berdych          | Mardy Fish Mark Knowles         | 6−4, 6−7(7), [7−10] |
| Guanyador | 14.  | 29 de gener de 2012    | Open d'Austràlia, Austràlia | Dura         | Leander Paes           | Bob Bryan Mike Bryan            | 7−6(1), 6−2         |
| Guanyador | 15.  | 1 d'abril de 2012      | Miami, Estats Units         | Dura         | Leander Paes           | Max Mirnyi Daniel Nestor        | 3−6, 6−1, [10−8]    |
| Finalista | 11.  | 10 de setembre de 2012 | US Open (2)                 | Dura         | Leander Paes           | Bob Bryan Mike Bryan            | 3−6, 4−6            |
| Finalista | 12.  | 7 d'octubre de 2012    | Tòquio, Japó                | Dura         | Leander Paes           | Alexander Peya Bruno Soares     | 3−6, 6−7(5)         |
| Guanyador | 16.  | 14 d'octubre de 2012   | Xangai, Xina                | Dura         | Leander Paes           | Mahesh Bhupathi Rohan Bopanna   | 6−7(7), 6−3, [10−5] |
| Finalista | 13.  | 4 d'agost de 2013      | Washington DC (2)           | Dura         | Mardy Fish             | Julien Benneteau Nenad Zimonjić | 6−7(5), 5−7         |
| Guanyador | 17.  | 9 de setembre de 2013  | US Open                     | Dura         | Leander Paes           | Alexander Peya Bruno Soares     | 6−1, 6−3            |
| Guanyador | 18.  | 26 de juliol de 2015   | Bogotà, Colòmbia            | Dura         | Édouard Roger-Vasselin | Mate Pavić Michael Venus        | 7−5, 6−3            |
| Finalista | 14.  | 31 de gener de 2016    | Open d'Austràlia            | Dura         | Daniel Nestor          | Jamie Murray Bruno Soares       | 2−6, 6−4, 7−5       |
| Finalista | 15.  | 7 de gener de 2017     | Doha, Qatar                 | Dura         | Vasek Pospisil         | Jérémy Chardy Fabrice Martin    | 4−6, 6−7(3)         |

### Equips: 3 (2−1)
| Resultat  | Núm. | Data                      | Torneig                            | Superfície       | Equip                                | Oponents                                                    | Marcador |
| --------- | ---- | ------------------------- | ---------------------------------- | ---------------- | ------------------------------------ | ----------------------------------------------------------- | -------- |
| Finalista | 1.   | 4−6 de desembre de 2009   | Copa Davis, Barcelona, Espanya     | Terra batuda (i) | Tomáš Berdych Lukas Dlouhy Jan Hájek | David Ferrer Feliciano López Rafael Nadal Fernando Verdasco | 0−5      |
| Guanyador | 1.   | 16−18 de novembre de 2012 | Copa Davis, Praga, República Txeca | Dura (i)         | Tomáš Berdych Ivo Minar Lukáš Rosol  | Nicolás Almagro David Ferrer Marcel Granollers Marc López   | 3−2      |
| Guanyador | 2.   | 15−17 de novembre de 2013 | Copa Davis, Belgrad, Sèrbia (2)    | Dura (i)         | Tomáš Berdych Jan Hájek Lukáš Rosol  | Ilija Bozoljac Novak Đoković Dušan Lajović Nenad Zimonjić   | 3−2      |

## Trajectòria

### Individual
| Open d'Austràlia | A   | A   | Q2  | A           | A           | 3R          | 2R    | 3R          | 2R          | 3R          | 1R    | 3R          | 1R          | 2R          | 1R    | 3R          | 1R          | A           | 2R    | 2R  | 0 / 14    | 15 − 14   |
| Roland Garros | Q3  | A   | A   | A           | Q1          | 2R          | 1R    | 3R          | 3R          | 2R          | 4R    | 3R          | A           | 1R          | 1R    | 1R          | 3R          | 2R          | 1R    | A   | 0 / 13    | 14 − 13   |
| Wimbledon | A   | Q2  | Q2  | Q1          | 3R          | 3R          | 2R    | 2R          | QF          | 1R          | 3R    | 4R          | A           | 1R          | 3R    | 2R          | 2R          | 1R          | 1R    | A   | 0 / 14    | 19 − 14   |
| US Open | A   | A   | Q1  | A           | 1R          | 3R          | 1R    | 2R          | A           | 2R          | 3R    | 4R          | 1R          | 2R          | 1R    | 1R          | 1R          | 1R          | 1R    | A   | 0 / 14    | 10 − 14   |
| Jocs Olímpics | NC  | NC  | A   | No celebrat | No celebrat | No celebrat | A     | No celebrat | No celebrat | No celebrat | 1R    | No celebrat | No celebrat | No celebrat | 1R    | No celebrat | No celebrat | No celebrat | A     | NC  | 0 / 2     | 0 − 2     |
| ATP World Tour Finals | A   | A   | A   | A           | A           | A           | A     | A           | A           | A           | RR    | A           | A           | A           | A     | A           | A           | A           | A     | A   | 0 / 1     | 0 − 2     |
| Total Victòries−Derrotes                                                                                                   | 0−1 | 2−4 | 0−0 | 0−1         | 17−14       | 27−25       | 30−27 | 45−26       | 30−15       | 27−22       | 33−23 | 47−21       | 18−16       | 31−24       | 24−26 | 16−17       | 17−18       | 7−10        | 10−10 | 3−2 | 384 − 302 | 384 − 302 |
| Rànquing a final d'any | 165 | 169 | 277 | 542         | 63          | 46          | 33    | 20          | 19          | 29          | 26    | 12          | 62          | 28          | 31    | 44          | 68          | 197         | 107   | 354 |           |           |
| Llegenda: G: Guanyador; F: Finalista; SF: Semifinalista; QF: Quarts de final; Q: Qualificació; A: Absent; RR: Round Robin; |     |     |     |             |             |             |       |             |             |             |       |             |             |             |       |             |             |             |       |     |           |           |

### Dobles masculins
| Torneig | 1997        | 1998        | 1999        | 2000 | 2001        | 2002        | 2003        | 2004  | 2005        | 2006        | 2007        | 2008  | 2009        | 2010        | 2011        | 2012  | 2013        | 2014        | 2015        | 2016 | 2017  | Títols | V − D     |           |
| --- | ----------- | ----------- | ----------- | ---- | ----------- | ----------- | ----------- | ----- | ----------- | ----------- | ----------- | ----- | ----------- | ----------- | ----------- | ----- | ----------- | ----------- | ----------- | ---- | ----- | ------ | --------- | --------- |
| Open d'Austràlia | A           | A           | A           | A    | A           | 3R          | 2R          | 3R    | A           | A           | QF          | A     | A           | A           | A           | G     | 1R          | QF          | A           | F    | 1R    | 1 / 9  | 22 − 8    |           |
| Roland Garros | A           | A           | 1R          | A    | 2R          | 1R          | 1R          | A     | A           | A           | SF          | A     | A           | A           | A           | A     | 1R          | A           | A           | 3R   | A     | 0 / 7  | 7 − 7     |           |
| Wimbledon | Q2          | A           | 1R          | A    | 1R          | 2R          | 2R          | 3R    | A           | A           | A           | A     | A           | A           | A           | 3R    | SF          | SF          | 1R          | 3R   | A     | 0 / 10 | 16 − 9    |           |
| US Open | A           | A           | A           | A    | 1R          | F           | 2R          | 1R    | 1R          | A           | A           | A     | A           | A           | 1R          | F     | G           | 3R          | 3R          | 1R   | A     | 1 / 11 | 21 − 9    |           |
| Jocs Olímpics | No celebrat | No celebrat | No celebrat | A    | No celebrat | No celebrat | No celebrat | A     | No celebrat | No celebrat | No celebrat | 1R    | No celebrat | No celebrat | No celebrat | 2R    | No celebrat | No celebrat | No celebrat | 1R   | NC    | 0 / 3  | 1 − 3     |           |
| ATP World Tour Finals | A           | A           | A           | A    | A           | A           | A           | A     | A           | A           | A           | A     | A           | A           | A           | SF    | RR          | A           | A           | A    | A     | 0 / 2  | 4 − 3     |           |
| Total Victòries−Derrotes                                                                                                   | 0−1         | 0−0         | 4−4         | 0−0  | 26−11       | 26−25       | 31−25       | 14−13 | 30−16       | 20−11       | 11−7        | 20−12 | 6−7         | 10−7        | 10−8        | 14−11 | 42−11       | 24−14       | 19−11       | 13−8 | 17−17 | 2−2    | 313 − 197 | 313 − 197 |
| Rànquing a final d'any | 251         | 155         | 155         | 254  | 38          | 17          | 86          | 33    | 48          | 72          | 36          | 339   | 93          | 92          | 109         | 4     | 9           | 33          | 81          | 38   | 366   |        |           |           |
| Llegenda: G: Guanyador; F: Finalista; SF: Semifinalista; QF: Quarts de final; Q: Qualificació; A: Absent; RR: Round Robin; |             |             |             |      |             |             |             |       |             |             |             |       |             |             |             |       |             |             |             |      |       |        |           |           |